# غلوريا شاين بيكر
غلوريا شاين بيكر (بالإنجليزية: Gloria Shayne Baker)‏ هي كاتبة أغاني أمريكية، ولدت في 4 سبتمبر 1923، وتوفيت في 6 مارس 2008 بسبب سرطان الرئة.

## وصلات خارجية
- غلوريا شاين بيكر على موقع IMDb (الإنجليزية)
- غلوريا شاين بيكر على موقع ميوزك برينز (الإنجليزية)
- غلوريا شاين بيكر على موقع أول ميوزيك (الإنجليزية)
- غلوريا شاين بيكر على موقع ديسكوغز (الإنجليزية)
- غلوريا شاين بيكر على موقع ديسكوغز (الإنجليزية)
- غلوريا شاين بيكر على موقع ديسكوغز (الإنجليزية)